# Станимир Беломъжев
Станимир Иванов Беломъжев е български състезател по ски ориентиране. Двукратен световен шампион, трикратен европейски шампион, носител на Световната купа. Двукратен младежки световен шампион. Занимава се също със ски бягане, маунтин байк ориентиране и ориентиране.

## Биография
Роден е на 16 февруари 1988 г. в град Троян. Започва да кара ски на двегодишна възраст. И двамата му родители са се занимавали със спортно ориентиране, а след това са треньори в троянския „Ски клуб Хемус“.
Средното си образование завършва в родния град Троян, след което следва и получава бакалавърска степен от Националната спортна академия „В. Левски“ със специалност „Треньор по ориентиране“. Дипломиран магистър е по национална сигурност и отбрана от Военната академия „Г. С. Раковски“ – София.

## Спортна кариера
Макар и да започва кариерата си като ски бегач, най-големите му успехи идват в ски ориентирането, където той е двукратен световен шампион и трикратен европейски шампион. През февруари 2016 г. печели и три титли на първото световно студентско първенство по ски ориентиране в Тула, Русия – в спринта, дълга и средна(преследването). През март 2016 г. в Обертилях, Австрия, печели бронзов медал от дългата дестинация (28,5 км) на Европейското първенство по ски ориентиране. На 10 март 2017 г. в Красноярск, Русия печели титлата в средната дистанция на световното първенство по ски ориентиране.
Негов личен треньор е баща му Иван Беломъжев. Състезател е на „Ски клуб Хемус“, Троян.